# Esteiro do Tambre
Esteiro do Tambre este o arie protejată (arie specială de conservare — SAC, sit de importanță comunitară — SCI) din Spania întinsă pe o suprafață de 1.581,5 ha, din care 66 % marine.

## Localizare
Centrul sitului Esteiro do Tambre este situat la coordonatele 42°48′28″N 8°54′07″W / 42.8078°N 8.9019°V.

## Înființare
Situl Esteiro do Tambre a fost declarat sit de importanță comunitară în februarie 1999 pentru a proteja 33 de specii de animale. Situl a fost protejat și ca arie specială de conservare în martie 2014.

## Biodiversitate
Situată în ecoregiunile atlantică și marină Atlantică, aria protejată conține 31 de habitate naturale: Pajiști uscate europene, Lagune de coastă, Vegetație anuală la limita mareei, Pante stâncoase silicioase cu vegetație casmofită, Roci stâncoase cu vegetație pionieră de Sedo-Scleranthion sau Sedo albi-Veronicion dillenii, Dune cu vegetație ierboasă Malcolmietalia, Dune mobile de-a lungul țărmului cu Ammophila arenaria („dune albe”), Terase mlăștinoase și terase nisipoase neacoperite de apă la reflux, Dune de coastă fixe cu vegetație erbacee („dune gri”), Păduri de stejar galițio-portugheze cu Quercus robur și Quercus pyrenaica, Păduri pe pante, grohotișuri și ravene de Tilio-Acerion, Pajiști umede atlantice temperate cu Erica ciliaris și Erica tetralix, Pășuni atlantice udate de apa mării (Glauco-Puccinellietalia maritimae), Cursuri de apă de la nivel de câmpie la nivel montan, cu vegetație Ranunculion fluitantis și Callitricho-Batrachion, Grohotișuri termofile și vest-mediteraneene, Golfuri mici largi și golfuri puțin adânci, Fânețe de joasă altitudine (Alopecurus pratensis, Sanguisorba officinalis), Recifuri, Pajiștile Spartina (Spartinion maritimae), Peșteri marine scufundate complet sau parțial, Păduri aluvionare cu Alnus glutinosa și Fraxinus excelsior (Alno-Padion, Alnion incanae, Salicion albae), Pseudostepă cu ierburi și specii anuale de Thero-Brachypodietea, Estuare, Matorral arborescenți cu Laurus nobilis, Faleze cu vegetație de pe coastele atlantice și baltice, Dune mobile cu vegetație embrionară, Tufărișuri halofile mediteraneene și termo-atlantice (Sarcocornetea fruticosi), Pajiști cu Molinia pe soluri calcaroase, turboase sau argilos-nămoloase (Molinion caeruleae), Salicornia și alte specii anuale care populează regiunile mlăștinoase și nisipoase, Bancuri de nisip acoperite în permanență slab de apă marină, Liziere de ierburi înalte hidrofile de câmpie și de nivel montan până la alpin.
La baza desemnării sitului se află mai multe specii protejate:
- păsări (18): pescăruș albastru (Alcedo atthis), rață fluierătoare (Anas penelope), rață mare (Anas platyrhynchos), stârc cenușiu (Ardea cinerea), fugaci de țărm (Calidris alpina), caprimulg (Caprimulgus europaeus), prundaș gulerat mare (Charadrius hiaticula), chirighiță neagră (Chlidonias niger), egretă mică (Egretta garzetta), șoim călător (Falco peregrinus), sitar de mal nordic (Limosa lapponica), culic mare (Numenius arquata), cormoran mare (Phalacrocorax carbo), Phalacrocorax carbo sinensis, bătăuș (Philomachus pugnax), ploier argintiu (Pluvialis squatarola), chiră de mare (Sterna sandvicensis), silvie de tufiș (Sylvia undata)
- amfibieni (2): Chioglossa lusitanica, Discoglossus galganoi
- mamifere (4): vidră de râu (Lutra lutra), liliac comun (Myotis myotis), liliacul mare cu potcoavă (Rhinolophus ferrumequinum), liliacul mic cu potcoavă (Rhinolophus hipposideros)
- nevertebrate (5): Elona quimperiana, Geomalacus maculosus, rădașcă (Lucanus cervus), Macromia splendens, Oxygastra curtisii
- pești (3): Petromyzon marinus, Pseudochondrostoma duriense, somonul (Salmo salar)
- reptile (1): Lacerta schreiberi

Pe lângă speciile protejate, pe teritoriul sitului au mai fost identificate 1 specie de amfibieni, 1 specie de mamifere, 1 specie de reptile.